# طابع الطير
طابع الطير أو الطابع البريدي الخاص بالطيور، هو طابع بريد يوضح طائرًا واحدًا أو أكثر. وهو موضوع شائع في مجال جمع الطوابع حسب الموضوع.

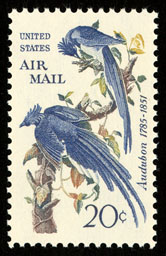
منذ ظهور وسائل النقل الجوي بالطائرات، استخدمت الخدمات البريدية الطيور كرمز شائع لطوابع البريد الجوي.

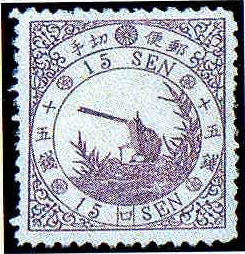
طابع بريد ياباني من عام 1875 يحمل رسمًا توضيحيًا لطائر الذعرة.

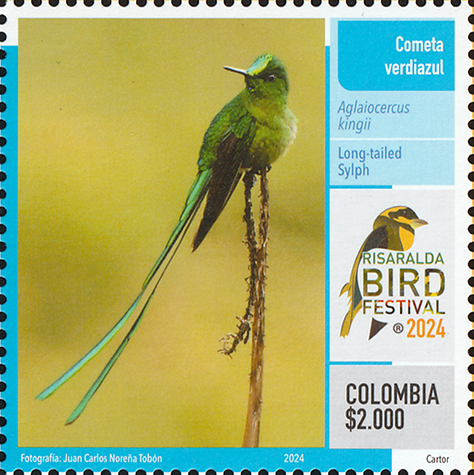
طابع كولومبيا 2024 يصور السيلف طويل الذيل.

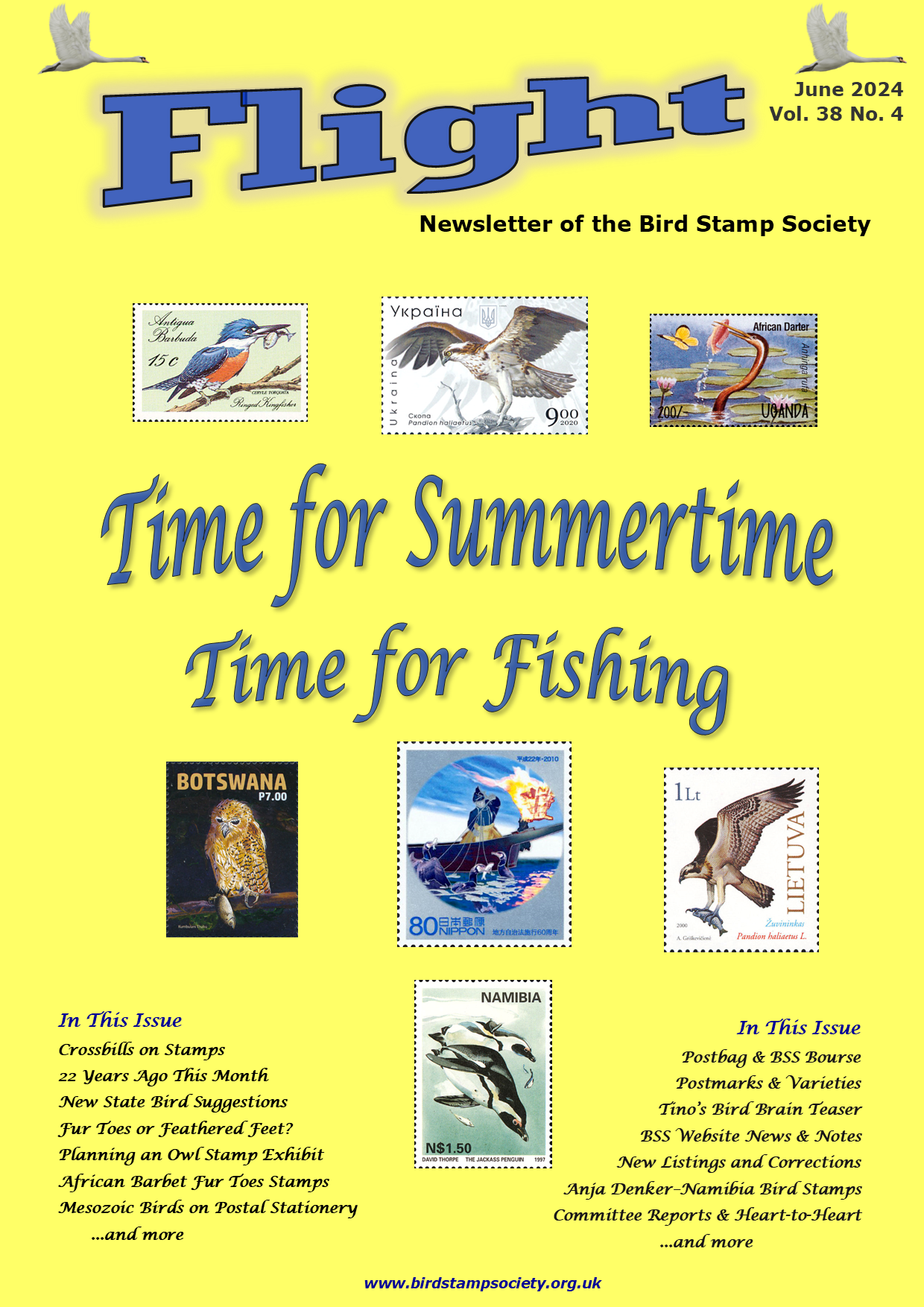
تقوم جمعية طوابع الطيور بنشر مجلة "فلايت" أربع مرات في السنة.

بدأت صورة الطيور في الظهور على طوابع البريد بحلول عام 1875، عندما أصدرت اليابان سلسلة من ثلاثة طوابع تحمل رسوماً توضيحية منمقة لثلاثة أنواع من الطيور هي الذعرة البيضاء وجوشوك الشمالي وأوزة الفاصوليا. صدر أول طابع بريد للطيور في الولايات المتحدة الأمريكية، يصور نسراً بأجنحة ممدودة في عام 1869 على طابعي سكوت رقم 116 و121 على طوابع بريد صدرت للاستخدام البريدي العام. وأصدرت المملكة المتحدة أول طابع لها على شرف "أسبوع الطبيعة" في عام 1963. وحتى عام 2024، صدر أكثر من 40,000 طابع بريد للطيور في جميع أنحاء العالم، تصور أكثر من 4,000 نوع من الطيور.
ومن أبرز هواة جمع الطوابع كريس غيبينز الذي يمتلك مجموعة من الطوابع التي تزيد عن اثني عشر ألف طابع بريد تصور حوالي ثلاثة آلاف نوع من أنواع الطيور. ومن المنظمات التي تغطي هذا المجال الجمعية الأمريكية للطوابع الموضوعية وجمعية طوابع الطيور.